# Na Forma da Lei
Na Forma da Lei é um seriado brasileiro produzido pela TV Globo e exibido de 15 de junho até 3 de agosto de 2010, e teve exibição na segunda faixa de shows da emissora.
Criado e escrito por Antônio Calmon, com colaboração de Leandra Pires e Guilherme Vasconcelos e direção geral e núcleo de Wolf Maya.
Ana Paula Arósio, Henri Castelli, Márcio Garcia, Samuel de Assis, Leonardo Machado e Luana Piovani atuam nos papéis principais.
Em outubro de 2010 a Som Livre em parceria com a Globo Marcas lançou a série em DVD. 
Em 2011 foi indicada ao Emmy Internacional de melhor série dramática.

## Enredo
Eduardo Moreno (Thiago Fragoso), estudante de direito, é covardemente assassinado e o culpado, filho de um político influente, permanece impune.
 Os cinco amigos do rapaz, que presenciam o homicídio, querem fazer justiça, ainda que tardia. A promotora Ana Beatriz Tavares de Macedo (Ana Paula Arósio), o juiz Célio Rocha (Leonardo Machado), o advogado Edgar Mourão (Henri Castelli), a delegada Gabriela Guerreiro (Luana Piovani) e o jornalista Ademir Rodrigues (Samuel de Assis) se reencontram anos depois e acreditam que ainda podem fazer Maurício Viegas (Márcio Garcia) pagar pelo crime que cometeu.
É maio de 2003. Eduardo e Ana Beatriz comemoram o noivado em uma grande festa “rave”, ao lado dos amigos Célio, Edgar, Gabriela e Ademir. São todos estudantes de Direito da mesma faculdade. O casal de noivos está se divertindo, quando Maurício se aproxima. Ana Beatriz o apresenta para seu namorado como amigo de família, mas Maurício faz questão de dizer que também já foi noivo de Ana. O que Eduardo não sabe é que o rapaz é obcecado por ela. Edgar percebe a movimentação e, por conhecer Maurício e seu histórico, trata logo de interromper a conversa dos três e relembrar ao colega que ele tem ordem judicial para não se aproximar de Ana Beatriz. Diz ainda que seu pai, o Senador João Carlos Viegas, não gostaria que ele arrumasse confusão. Enquanto Edgar conversa com Maurício, Célio retira Eduardo e Ana Beatriz do local.
Na saída, no entanto, os estudantes são interceptados pelos amigos do Maurício. Começa a violência. Enquanto Ana Beatriz grita por ajuda, Eduardo é espancado sem ter chance de se defender. Todos entram na briga para tentar impedir que o pior aconteça, mas os agressores são superiores em número e força, e abrem caminho para Maurício, com uma soqueira e um Z4, dar o golpe final, matando o noivo de sua ex. Eles fogem, enquanto Ana Beatriz, ao lado dos amigos, se desespera e chora, abraçando o corpo de Eduardo. Dois anos depois, em dezembro de 2005, ocorre a formatura dos alunos de Direito. Gabriela, oradora da turma, vai ao microfone e dedica a cerimônia a Eduardo. Em um discurso comovente, ela conta que, embora o culpado pelo crime tenha sido inocentado, agora, formados, eles não podem deixar de acreditar que as leis devem ser respeitadas e não manipuladas pelo poder político ou pelo econômico. Todo o auditório a aplaude.
Cinco anos depois, em setembro de 2010, Anselmo leva Denise (Ellen Rocche) amordaçada para uma mureta escura. Ele diz que a única forma de escapar é rezar pedindo perdão pelos pecados e entrega um terço à moça. Ela, desesperada, não consegue rezar e, de joelhos, é assassinada. A polícia se aproxima. Anselmo não consegue tirar o terço enroscado na mão de Denise e foge. Ademir, que se tornou jornalista investigativo, cobre o crime e descobre que por trás da sujeira está Maurício. O terço na mão de Denise remete a outro assassinato que pode ter sido cometido pela família Viegas, em que o morto também tinha o objeto nas mãos e ligações fortes com o Senador. 
Rapidamente, Ademir liga para seus amigos de faculdade. Ana Beatriz se tornou promotora. Célio, juiz. Gabriela, delegada federal. Edgar, advogado. Agora, juntos, eles têm novamente a chance de tentar fazer justiça pela morte de Eduardo. E, baseado em artifícios legais, vão buscar fazer com que Maurício pague pelos crimes cometidos.

## Formato
A cada episódio, uma cartela de crimes acontece, muitos deles de certa forma ligados ao grande vilão da trama, Maurício. Os cinco amigos justiceiros intervêm nas investigações e desencadeamentos desses crimes, tentando vingar a morte de Eduardo. No entanto, embora a trama de todo o seriado envolva a corrida por tentar punir Maurício, as histórias dos episódios são independentes, com começo, meio e fim.

## Elenco
Em ordem de abertura
| Ator               | Personagem                    |
| ------------------ | ----------------------------- |
| Ana Paula Arósio   | Ana Beatriz Tavares de Macedo |
| Henri Castelli     | Edgar Mourão                  |
| Luana Piovani      | Gabriela Guerreiro            |
| Leonardo Machado   | Célio Rocha                   |
| Samuel de Assis    | Ademir Rodrigues              |
| Maurício Mattar    | Delegado Pontes               |
| Ailton Graça       | Delegado Moreira              |
| Monique Alfradique | Nininha Mourão                |
| Luca de Castro     | Péricles                      |
| Vera Mancini       | Matilde Lopez                 |
| André Garolli      | Delegado Haroldo              |
| Olivetti Herrera   | Luís Otávio                   |

As Crianças
| Ator            | Personagem       |
| --------------- | ---------------- |
| Dario Del Carro | Jesuíno          |
| Miguel Arraes   | Alexandre Viegas |

Participações especiais
| Ator          | Personagem         |
| ------------- | ------------------ |
| Luís Melo     | João Carlos Viegas |
| Ângela Vieira | Eunice Viegas      |
| José Wilker   | Dr. Mourão         |
| Ruth de Souza | Velha Oxalá        |
| Paulo José    | Dr. José Pedro     |
| Eva Wilma     | Dra. Walfrida      |

| Carolina Ferraz como Maria Clara Viegas |
| Márcio Garcia como Maurício Viegas      |